# إيرل ماك
إيرل ماك (بالإنجليزية: Earle Mack)‏ هو لاعب كرة قاعدة أمريكي، ولد في 1 فبراير 1890 في سبنسر في الولايات المتحدة، وتوفي في 4 فبراير 1967 في Upper Darby Township, Pennsylvania ‏ في الولايات المتحدة.

## روابط خارجية
- إيرل ماك على موقع دوري كرة القاعدة الرئيسي (الإنجليزية)
- إيرل ماك على موقعبيزبول رفرنس.كوم (الدوري الرئيسي) (الإنجليزية)
- إيرل ماك على موقعبيزبول رفرنس.كوم (الدوري الثانوي) (الإنجليزية)
- إيرل ماك على موقع إي إس بي إن.كوم (أم.أل.بي) (الإنجليزية)
- إيرل ماك على موقع مشجعي الرسوم البيانية (الإنجليزية)